# 田中昇
田中 昇（たなか のぼる、1912年 - 生没不明）は、日本のフィールドホッケー選手。
1936年ベルリンオリンピックでホッケー競技に出場した。